# Mia Ikumi
Mia Ikumi (征海未亜?, Ikumi Mia; Osaka, 27 marzo 1979 – Tokyo, 7 marzo 2022) è stata una fumettista giapponese, nota soprattutto per aver disegnato le serie SuperDoll Rika-chan e Tokyo Mew Mew - Amiche vincenti.

## Biografia
Mia Ikumi è nata a Osaka da Chizuko e Yasuo Ikumi, ma si è successivamente trasferita a Tokyo. Il suo primo manga risale al 1998 e le valse il premio come miglior artista emergente di Nakayoshi: è Il coniglio delle stelle, storia di una giovane violinista che, con un suo compagno di classe, scappa di casa alla volta di Tokyo. Quello stesso anno pubblicò un'altra storia breve, La Bella Addormentata nel bosco di more, cui seguì la sua prima opera lunga, che la portò al successo: SuperDoll Rika-chan, ispirato alla bambola giapponese Licca. Nel 2000 uscì La gattina nera di Tokyo, cinquanta tavole nelle quali vengono raccontate le vicende di Hime Azumi, impegnata, insieme al poliziotto spaziale Masha, nella lotta contro gli alieni succhia-sangue che hanno invaso la Terra. Il personaggio di Hime fu poi sviluppato fino a giungere a Ichigo Momomiya, protagonista di Tokyo Mew Mew - Amiche vincenti, pubblicato tra il 2000 e il 2003. Ad esso seguì Tokyo Mew Mew - À la mode, raccolto in due volumi e pubblicato dal 2003 al 2004. Il 2004 vede anche la pubblicazione di Repure, un volume unico incentrato sulla storia di Al Brownie, un cacciatore di Dolls, bambole-cyborg distruttrici risalenti all'ultima guerra, mentre nel 2005 esce Wish - Soltanto un desiderio e inizia la serializzazione di Koikyū♥, che si conclude nel 2006.
Dopo anni di silenzio, in un'intervista risalente al dicembre 2012 dichiara di essersi ritirata dal mondo del fumetto per dedicarsi alla propria vita privata, ma non esclude di tornare a fare questo lavoro in futuro. Nel corso del 2015, per il 60º anniversario di Nakayoshi, disegna due nuove illustrazioni di Ichigo (Tokyo Mew Mew). Nel febbraio 2020 ritorna come mangaka all'interno di Nakayoshi per celebrare il ventesimo anniversario di Tokyo Mew Mew, disegnando due capitoli sequel della serie originale, dal titolo Tokyo Mew Mew 2020 Re-Turn♡.
Il 7 marzo 2022 muore a Tokyo per insufficienza cardiaca causata da una emorragia subaracnoidea diagnosticata nel 2021. Ne dà annuncio il 14 dello stesso mese il sito di Nakayoshi.

## Opere
Quasi tutti i manga di Mia Ikumi sono stati pubblicati in Giappone dalle case editrici Kōdansha e Shogakukan sulla rivista Nakayoshi, mentre in Italia sono usciti SuperDoll Rika-chan (l'unico pubblicato da Dynamic Italia), Tokyo Mew Mew - Amiche vincenti, Tokyo Mew Mew - À la mode, Repure e Wish - Soltanto un desiderio (edizioni Play Press). Le storie brevi Il coniglio delle stelle, La Bella Addormentata nel bosco di more e La gattina nera di Tokyo sono state inserite in conclusione ai tankōbon delle due serie di Mew Mew, insieme alle storie bonus riguardanti le Mini Mew Mew.
- Il coniglio delle stelle (ウサギの降らす星?, Usagi no furasu hoshi, lett. "La pioggia di stelle del coniglio") – storia breve, 1998. Inclusa in Tokyo Mew Mew - À la mode, volume 2.
- La Bella Addormentata nel bosco di more (苺の森の眠り姫?, Ichigo no mori no nemuri hime, lett. La principessa addormentata nel bosco di fragole) – storia breve, 1998. Inclusa in Tokyo Mew Mew - Amiche vincenti, volume 6.
- SuperDoll Rika-chan (スーパードール・リカちゃん?, Sūpā Dōru Rika-chan) – 2 volumi, 1998-1999.
- La gattina nera di Tokyo (ＴＯＫＹＯ黒猫娘?, Tokyo kuroneko musume) – storia breve, 2000. Inclusa in Tokyo Mew Mew - Amiche vincenti, volume 4.
- Tokyo Mew Mew - Amiche vincenti (東京ミュウミュウ?, Tōkyō Myū Myū), storia di Reiko Yoshida – 7 volumi, 2000-2003.
- Tokyo Mew Mew - À la mode (東京ミュウミュウ あ・ら・もーど?, Tōkyō Myū Myū A-ra-mōdo) – 2 volumi, 2003-2004.
- Repure (リピュア?, Ripyua) – volume unico, 2004.
- Wish - Soltanto un desiderio (Wish ～たったひとつの願い事～?, Wish - ~Tatta hitotsu no negaigoto~) – volume unico, 2005.
- Koikyū♥ (恋きゅー♥?, Koikyū♥) – 5 volumi, 2005-2006.
- Tokyo Mew Mew 2020 Re-Turn♡ (東京ミュウミュウ 2020 り・たーん♡?, Tōkyō Myū Myū 2020 Ri・Tān♡) – volume unico, 2020.